# Dinoderus borneanus
Dinoderus borneanus är en skalbaggsart som beskrevs av Pierre Lesne 1933. Dinoderus borneanus ingår i släktet Dinoderus och familjen kapuschongbaggar. Inga underarter finns listade i Catalogue of Life.